# 義祭同盟
義祭同盟（ぎさいどうめい）、または楠公義祭同盟は、佐賀藩士で藩校弘道館教授で国学者の枝吉神陽が中心となり、1850年（嘉永3年）に佐賀城下で設立した結社。南北朝時代の武将楠木正成、正行親子の忠義を讃える祭祀（義祭）を執り行う崇敬団体。

この義祭同盟から、実弟の枝吉次郎（副島種臣）のほか、大隈重信、江藤新平、大木喬任、島義勇、久米邦武ら、明治維新に大きな影響を与えた人材を多数輩出した。神陽は水戸の藤田東湖と並び「東西の二傑」と称される。

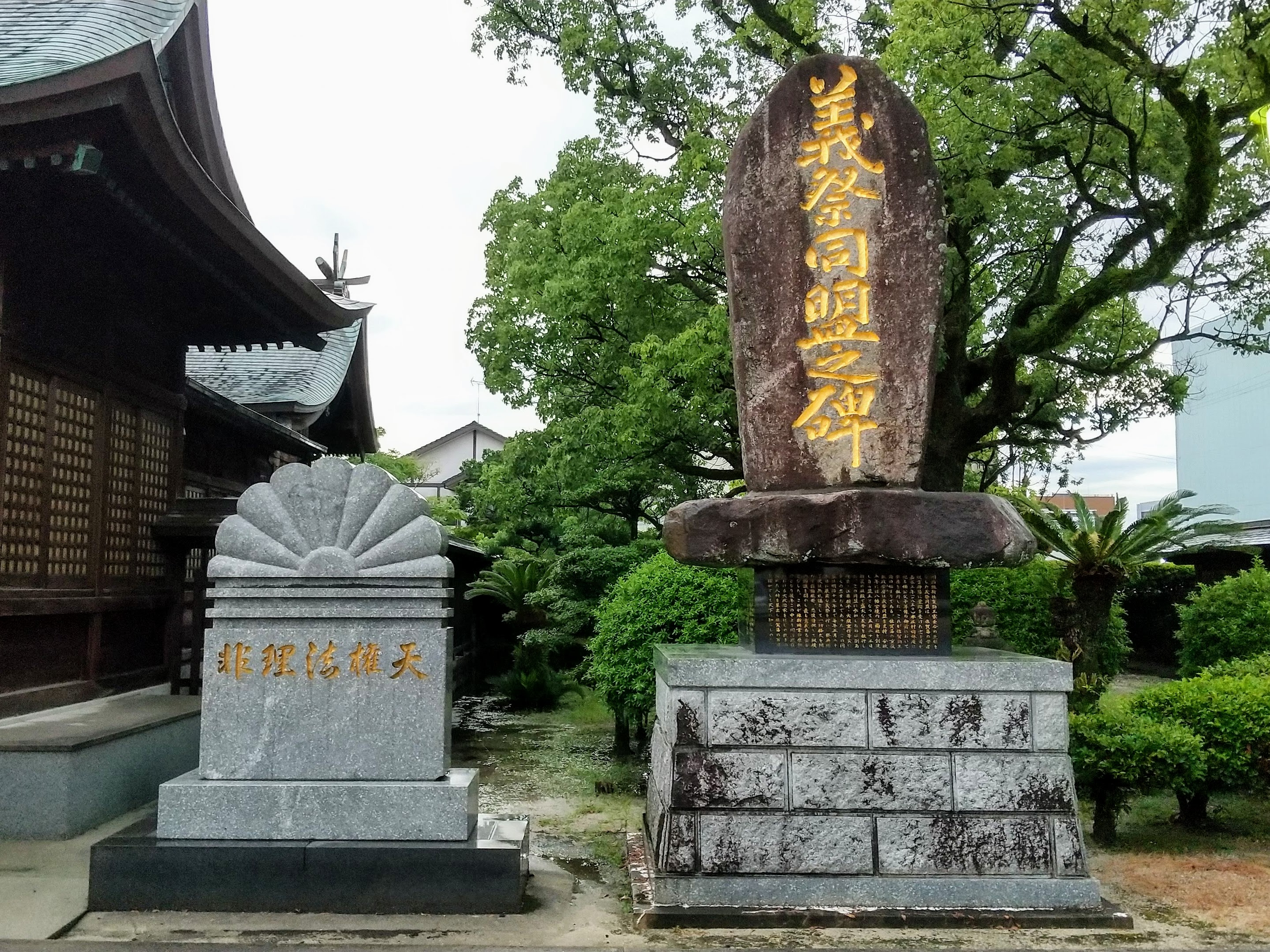
龍造寺八幡宮境内の義祭同盟之碑（右）

## 概要
佐賀藩では1663年（寛文3年）に佐賀藩士深江信渓、大木英鉄らが、京都の仏師法橋宗而に『楠公父子桜井の駅決別の像』の製作を依頼し、佐賀大和町永明寺で毎年祭祀を行っていた。これは当時の藩主や重臣らおよそ200人が参加する大規模なものであったが、信渓没後祭祀を継いだ二男元久が浪人に落ちたため祭祀は途切れていた。また永明寺も1783年（天明3年）廃寺となり、楠公父子御尊像は高伝寺に移された。その後1816年（文化13年）には座所を梅林庵に移し像の修復が行われ、祭祀も一旦再開された。
さらに国内に尊王思想が広がり始めた事をきっかけに、藩校弘道館教授であった枝吉神陽が発起人となり、1850年（嘉永3年）5月25日、神陽の実弟枝吉次郎（副島種臣）のほか、島団右衛門（島義勇）、大木幡六（大木喬任）、木原義四郎（木原隆忠）ら同志38人により義祭同盟が結成され、第一回の祭祀を行った。祭主は深江信渓の子孫・深江種禄が務めている。初期のころは国学者である神陽が尊王論を広げるための私塾、政治結社的な面が強い。

その後も毎年5月25日に祭祀が行われ、1853年（嘉永6年）には佐賀藩の執政・須古鍋島家当主の鍋島茂真（安房）や家老・白石鍋島家当主の鍋島直暠（河内）等も参加した。その際神陽は茂真に御尊像を龍造寺八幡宮境内に移祀することを提案し、1856年（安政3年）実行した。さらに1857年（安政4年）には、深江種禄が京都吉田家より玉串免許を取得して神職の資格を得、神式による「楠社御祭」が行われるようになり、1880年（明治13年）まで存続した。

## 政治結社として
神陽は尊皇思想を藩内に広めることで、藩論を尊皇倒幕へ向かわせることを目的としており、祭典終了後は無礼講として一切格式を問わず論議を行うという形で参加者に尊王思想を説いていた。また、後に参加した大隈重信や江藤新平を加え、佐賀城北の大興寺を拠点に定期的に会合を開き、尊皇思想や政局を論議した。
しかし、藩主直正の「議論は自由に行うべきである」という方針により、藩の家老クラスから下級武士まで様々な層から参加を得られたものの、徐々に「藩の針路を誤らせるのでは」と危険視され、会合も次第に儀式化していった。そのため、副島種臣を京都に派遣し、朝廷関係者に倒幕を呼びかけたり、大隈重信が直接藩主直正に談判を行うなどの奇策を実行したが、いずれも失敗し、藩論を動かすことはできなかった。

とはいえ、同盟の参加者からは明治維新などに大きな役割を果たした人物を多数輩出しており、枝吉神陽から直接影響を受けた者たちの中では最年少の参加者で後に総理大臣も務めた大隈重信は、
と回顧している。

## 主な参加者
- 枝吉神陽
- 副島種臣（参議・外務卿・内務大臣）
- 大隈重信（参議・大蔵卿・外務大臣・内閣総理大臣）
- 江藤新平（参議・司法卿・維新の十傑）
- 大木喬任（参議・文部卿・司法卿・文部大臣）
- 島義勇（北海道開拓使主席判官・明治天皇侍従・秋田県令）

- 久米邦武（早稲田大学教授）
- 荒木博臣（大審院判事）
- 石丸安世（工部省電信頭、元老院議員）
- 江副靖臣（佐賀新聞創刊者・衆議院議員）
- 木原隆忠（弘道館教諭・戊辰戦争参謀）
- 楠田英世（新潟県知事、元老院議員、男爵）
- 古賀定雄（品川県知事）
- 重松基吉（島義勇の弟、佐賀の乱で死罪）
- 副島義高（島義勇の弟、佐賀の乱で死罪）
- 武富圯南（漢学者）
- 中野方蔵（坂下門外の変に関したとして捕縛・獄死）
- 鍋島茂真（須古鍋島家当主）
- 鍋島直暠（白石鍋島家当主）
- 福地常彰（佐賀の乱で死罪）
- 前山清一郎（戊辰戦争参謀）
- 家永恭種（佐賀市議会初代議長）

参加者名簿は現存しており、龍造寺八幡宮境内に保存されている。

## 参考資料
- 義祭同盟之碑 碑文（佐賀県佐賀市楠神社、2000年〔平成12年〕5月）
- 龍造寺八幡宮 楠神社編集『枝吉神陽先生遺稿』（出門堂、2006年）
- 大園隆二郎『西日本人物誌[18]大隈重信』（西日本新聞社、2005年）
- 大園隆二郎『枝吉神陽 (佐賀偉人伝)』（佐賀城本丸歴史館、2015年）